# Wierzejskiella elongata
Wierzejskiella elongata är en hjuldjursart som först beskrevs av Glascott 1893.  Wierzejskiella elongata ingår i släktet Wierzejskiella och familjen Dicranophoridae. Inga underarter finns listade i Catalogue of Life.